# Bróen mac Máelmórda
Bróen mac Máel Mórda (mort en 947) est un  roi de Leinster du sept Uí Fáeláin  issu des Uí Dúnlainge une lignée royale de Laigin. Ce sept avait sa résidence royale à  Naas dans la partie est de la plaine de la Liffey :« Airthir Liphi ».

## Origine
Bróen mac Máel Mórda est le fils de  Máel Mórda († 917) roi d'Airthir Liphi, lui-même fils de Muirecán mac Diarmato. Son grand-père et ses deux oncles Domnall mac Muirecáin et Cerball mac Muirecáin ont été rois de Leinster. Il règne de 943 à 947

## Règne
Bróen Fionn mac Máelmórda  succède en 943 comme roi de Leinster à Lorcán mac Fáeláin. En 944 il s'allie avec le nouvel Ard ri Erenn Congalach Cnogba pour une expédition victorieuse contre les Vikings du royaume de Dublin,. Il est tué lors d'une incursion en Osraige en  947 et il a comme successeur Tuathal mac Augaire

## Succession
Bróen mac Máel Mórda meurt a priori sans héritier. La succession du sept Uí Fáeláin sera assurée par le fils de son frère Finn mac mac Máel Mórda: Murchad mac Finn également roi de Leinster.

## Article lié
- Liste des rois de Leinster

## Sources primaires
- Livre de Leinster, Rig Laigin et Rig Hua Cendselaig sur CELT: Corpus of Electronic Texts at University College Cork
- Annales d'Ulster sur CELT: Corpus of Electronic Texts at University College Cork
- Annales de Tigernach sur CELT: Corpus of Electronic Texts at University College Cork

## Sources secondaires
- (en) T.W Moody, F.X. Martin, F.J. Byrne, A New History of Ireland IX Maps, Genealogies, Lists. A companion to Irish History part II, Oxford, Oxford University Press, 2011, 690 p. (ISBN 978-0-19-959306-4), p. 134 & 200 Kings of Leinster to 1171
- (en) Francis John Byrne, Irish Kings and High-Kings, Dublin, Four Courts Press, 2001, 341 p. (ISBN 978-1-85182-196-9)